# Faunabirodalom

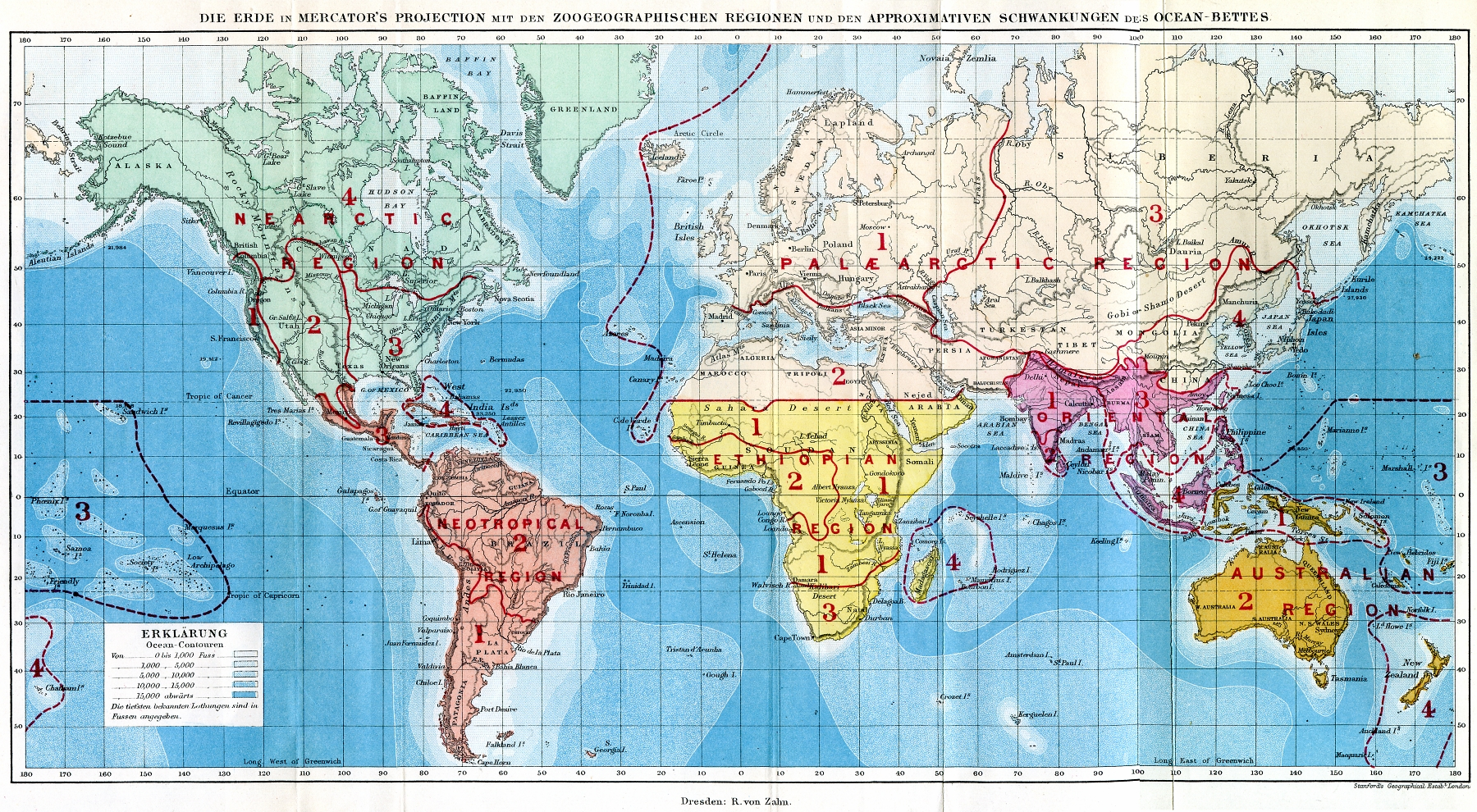
A Föld geozoológiai beosztása Alfred Russel Wallace szerintr

A faunabirodalmak a Föld faunájának globális egységei. Határaikat az állatcsaládok határai alapján jelöljük ki. Elhatárolásuk jól tükrözi a földtörténeti múlt kéregmozgásai, valamint a különböző vándorlások (mint például a nagy amerikai faunacsere) hatását – ezért egy-egy faunabirodalom többé-kevésbé egy-egy összefüggő szárazulatot fed le a környező, illetve közeli szigetekkel.
A faunabirodalmakhoz hasonlóan megkülönböztetik a flórabirodalmakat is; ezek határai azonban nemhogy nem esnek egybe, de többnyire metszik egymást. Ezért egyes szerzők nem választják külön a flóra- és faunabirodalmakat, hanem a növény- és állattani szempontokat figyelembe véve egységes biobirodalmakat jelölnek ki, és a növény-, illetve állattani felosztások ellentmondásainak áthidalására a területi rendszerbe a „birodalom” alá egy új hierarchikus szintet iktatnak: ezek a biorégiók.

## A faunabirodalmak tagolása

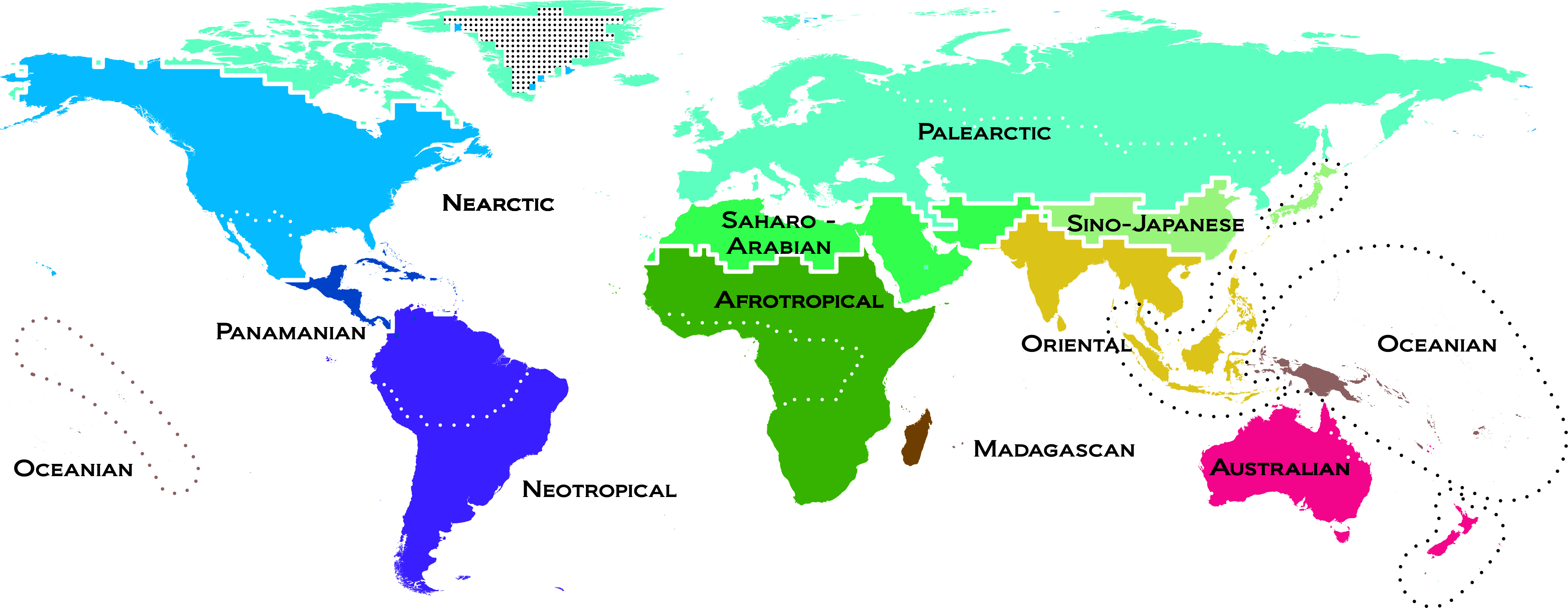
Faunabirodalmak a Koppenhágai Egyetem (Center for Macroecology, Evolution and Climate) szerint

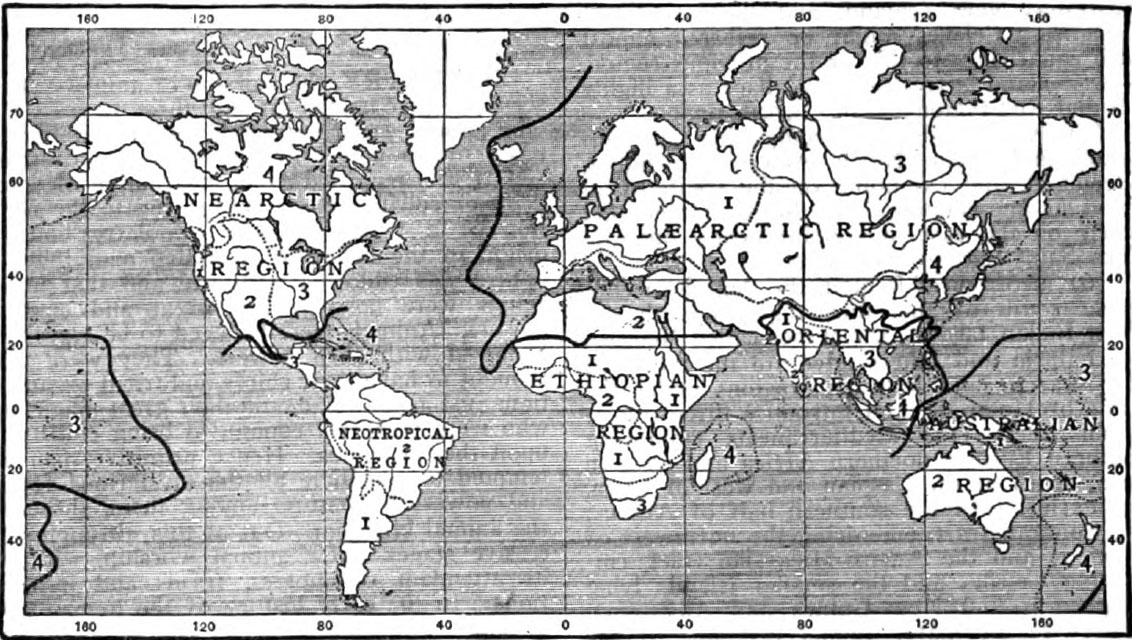
Faunabirodalmak és -területek az Encyclopedia Americana 29. kötete (1920) szerint

Az állatföldrajzi egységek rendszertani szintjei:
Faunabirodalom
- Faunaterület
  - Faunatartomány
    - Faunavidék
      - Faunakerület
        - Faunakörzet
          - Faunajárás

Az egyes egységek besorolása (a rendszertani hierarchiában elfoglalt helye gyakran bizonytalan, illetve vitatott. Így például egyes szerzők az itt leírt óvilági faunabirodalom három faunaterületét önálló faunabirodalmaknak tekintik:
- afrikai faunabirodalom,
- indo-maláj faunabirodalom, illetve
- holarktikus faunabirodalom néven.

Az alábbiakban a 2000-es évek elején többséginek látszó álláspontot ismertetjük. Néhány alternatív felosztást a mellékelt térképeken mutatunk be.

## A Föld faunabirodalmai
A bevezetőben vázoltak szerint a Föld területét négy faunabirodalomra osztjuk:

### északi faunabirodalom(Arctogea)

Az afrotropikus és a madagaszkári faunaterület

- afrotropikus faunaterület (Aethiopis):
  - nyugat-afrikai faunatartomány,
  - kelet-afrikai faunatartomány,
  - dél-afrikai faunatartomány,
- madagaszkári faunaterület,
- orientális faunaterület (indo-maláj faunaterület),

- - elő-indiai faunatartomány,
  - ceyloni faunatartomány,
  - hátsó-indiai faunatartomány,
  - szunda-szigeti faunatartomány,
  - celebeszi faunatartomány,
  - fülöp-szigeti faunatartomány,
- holarktikus faunaterület,
  - nearktikus faunatartomány,
    - kanadai faunavidék,
    - átmeneti faunavidék,
    - sonorai faunavidék,

  - palearktikus faunatartomány,

Az orientális faunaterület

Palearktikus faunatartomány

- -     - euro-turáni faunavidék hét faunakerülettel:
      - balti faunakerület,
      - atlanti faunakerület,
      - alpesi faunakerület,
      - közép-dunai faunakerület (ebben van Magyarország),
      - szarmata faunakerület,
      - pontusi faunakerület (pontuszi),
      - turáni faunakerület;

    - mediterrán faunavidék,
    - szibériai faunavidék,
    - belső-ázsiai faunavidék,
    - tibeti faunavidék,
    - kelet-ázsiai faunavidék,

  - arktikus faunatartomány.

### újvilági faunabirodalom(Neogea)
Egyetlen faunaterülete az újvilági faunaterület (Neotroposz, neotropikus faunaterület): 
- brazíliai faunatartomány,
- chilei faunatartomány,
- karibi faunatartomány (nyugat-indiai faunatartomány),
- közép-amerikai faunatartomány,
- galapagosi faunatartomány;

### ausztráliai faunabirodalom(Notogea)
- ausztráliai faunaterület,
- ausztromaláj faunaterület,
- új-zélandi faunaterület,
- polinéziai faunaterület,
- hawaii faunaterület,